# Departamento de Guinguinéo
Guinguinéo es el uno de los 45 departamentos de Senegal y el uno de los 3 departamentos de la región de Kaolack.
Ha sido creado por un decreto del 10 de julio de 2008.
Su capital es Guinguinéo. Los demás comunas del departamento son Fass, creada en 2011 y Mboss, creada en 2011.
Los distritos son:
- Mbadakhoune
- Nguélou, creado en 2008